# Анастрофа
Анастро́фа (др.-греч. ἡ ἀναστροφή — перевертывание, опрокидывание, поворачивание) — фигура речи, изменение прямого порядка слов в словосочетании на непрямой без нарушения содержания. В античном стихосложении, в частности греческом, анастрофа — перестановка двусложного предлога таким образом, что предлог ставится после управляемого им существительного и ударение в нем перемещается на первый слог. Напр. κᾰτά Ἀτρειδῶν изменяется в Ἀτρειδῶν κάτα, περί τοῦτον в τοῦτον πέρι. При этом анастрофе не подвергаются предлоги ἀμφί, ἀνά, ἀντί, δῐά.
Анастрофа встречается в русском языке, без перестановки ударения, например, в случае предлога «ради»: «чего ради» вместо «ради чего».